# Stegania ochrearia
Stegania ochrearia är en fjärilsart som beskrevs av Bang-haas 1910. Stegania ochrearia ingår i släktet Stegania och familjen mätare. Inga underarter finns listade i Catalogue of Life.